# Otakar Zítek
Otakar Zítek, také Ota nebo Otto (5. listopadu 1892 Praha – 28. dubna 1955 Bratislava) byl český operní režizér, hudební skladatel a spisovatel.

## Život
Po maturitě na gymnáziu v Praze studoval ve Vídni hudební teorii a skladbu u Hermanna Graedenera a hudební vědu u Guido Adlera. Po návratu do Čech byl také žákem Vítězslava Nováka. Komponovat začal již ve Vídni, publikoval odborné články a hudební kritiky, ale svůj hlavní zájem věnoval operní režii.
V roce 1921 se stal režizérem brněnského divadla, kde byly v letech 1921–1930 pod jeho vedením uvedeny premiéry oper Leoše Janáčka. V letech 1926–1929 byl dramaturgem divadla a v roce 1929 se stal jeho ředitelem. Kromě toho vyučoval na brněnské konzervatoři, přednášel v Brněnské besedě a dále přispíval do denního tisku svými kritikami a odbornými články.
V letech 1931–1939 byl ředitelem Městského divadla v Plzni. V roce 1939 byl zatčen a dva roky strávil v koncentračním táboře Buchenwald. Po návratu z vězení pokračoval v práci v plzeňském divadle. Významným činem byla instrumentace a jevištní uvedení Janáčkova písňového cyklu Zápisník zmizelého v roce 1943.
Po osvobození hostoval jako režizér v Divadle 5. května v Praze i v Mahenově divadle v Brně. V letech 1946–49 působil v tomto divadle znovu jako ředitel. Kromě toho byl profesorem na Janáčkově akademii múzických umění a řídil její Operní studio. Od roku 1953 vyučoval na Vysoké škola múzických umění v Bratislavě. Tam také v roce 1955 zemřel.

## Dílo

### Komorní skladby
- Sonáta pro violoncello a klavír (1921)
- Jaro (fantasie pro klavír, 1922)
- Orientales (3 kusy pro jazz)
- Pohádka modrého šátku (valčík pro housle, klavír harmoniku a bubínky)
- Buchenwald op. 25 (Ze zápisníku v deníku koncentračního tábora, klavír, 1949)

### Orchestrální skladby
- Město (symfonická báseň, 1925)
- Buchenwaldský pochod

### Jevištní díla
- Vznešená srdce (opera, 1917)
- Pád Petra Králence (opera, 1923)
- Dvě lásky (přepracovaná verze opery Pád Petra Králence, 1932)
- Cesta kolem světa (revue, 1934)
- Balet o růži (na motivy pohádky Oscara Wildea Infantčiny narozeniny, 1942)

### Hudba k činohrám
- Ze života hmyzu (1923)
- Princezna Turandot (1926)
- Brand (1928)
- Jan Hus (1938)
- Četné písně, písňové cykly a sbory.